# Plovers Lake
La cueva Plovers Lake es una cavidad en Sudáfrica rellena de brechas que contiene fósiles. La cueva se encuentra a unos 4 km al sudeste de los conocidos sitios sudafricanos con restos de homínidos de Sterkfontein y Kromdraai y alrededor de 36 km al noroeste de la ciudad de Johannesburgo, Sudáfrica. Plovers Lake ha sido declarado Patrimonio de la Humanidad de Sudáfrica.

## Historia de las investigaciones
Plovers Lake tuvo dos períodos de excavación. Uno a fines de la década de 1980 y principios de la década de 1990 por C. K. Bob Brain y Francis Thackeray, del entonces Museo Transvaal (ahora conocido como Northern Flagship Institute) en lo que se conoce como «depósitos externos», y el segundo por Lee Berger, de la Universidad de Witwatersrand, y Steve Churchill, de la Universidad Duke, en 2000-2004 en los «depósitos internos».

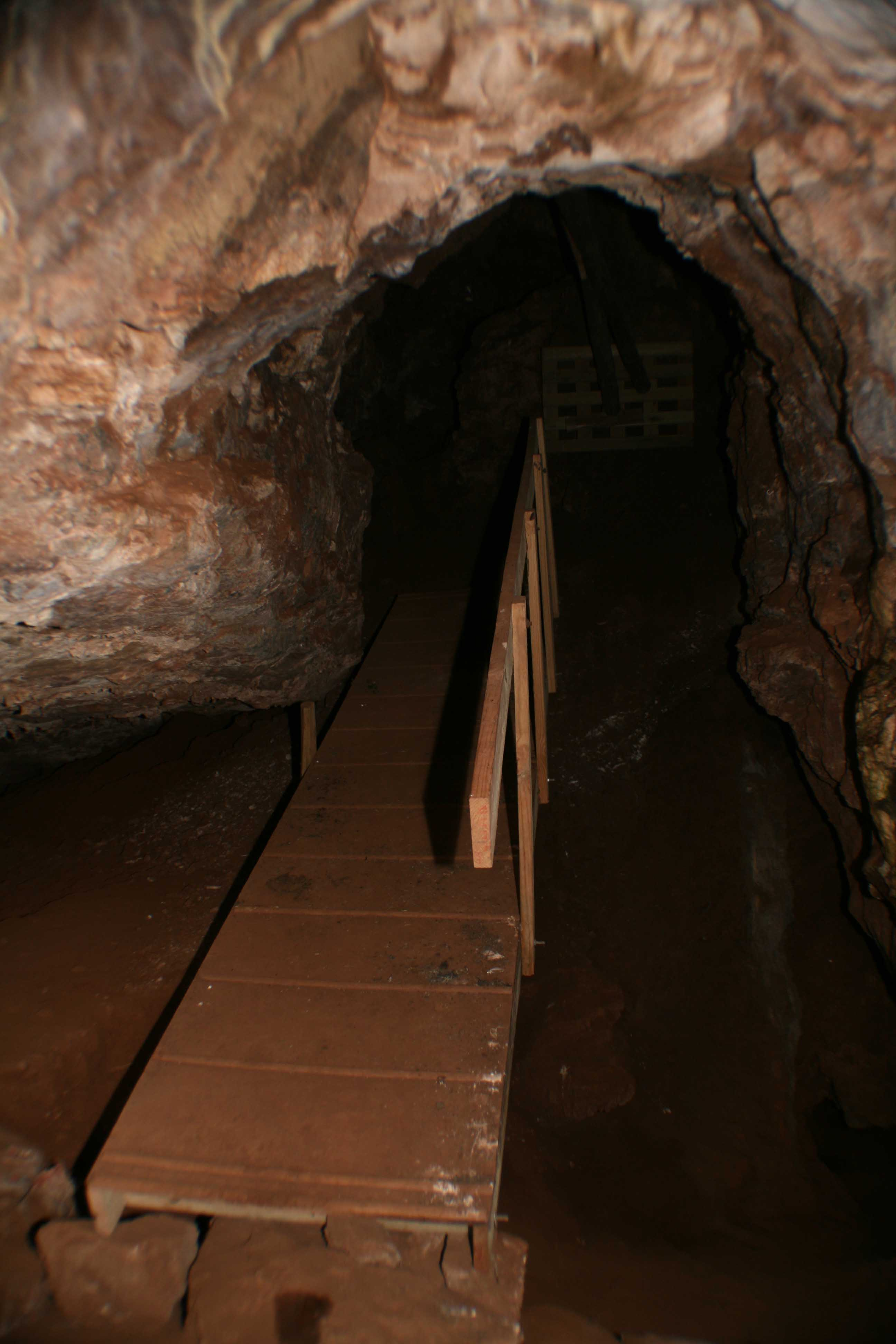
Vista de los depósitos internos y la pasarela en el lago Plovers

## Fósiles recuperados
Muchos equipos encontraron miles de fósiles. En los depósitos exteriores, Brain y Thakeray descubrieron un fósil de babuino bien conservad que había sobrevivido a un ataque de leopardo o felino de dientes de sable, como lo demuestra una herida curada en el ojo. También descubrieron muchos otros animales y algunas herramientas de piedra indeterminadas. No se descubrieron fósiles de homínidos. 
Berger y Churchill trabajaron en los depósitos internos, y rápidamente descubrieron que este sitio era más joven que los depósitos externos y contenía los restos de  ocupación de hombres de la Edad de Piedra Media. Recuperaron más de 25 000 restos fósiles, muchos cientos de herramientas, que incluyen cuchillos y puntas de lanza y restos de homínidos fragmentarios datados hace unos 70 000 años.

### Geología
Plovers Lake es una gran serie de depósitos formados a lo largo de enormes fisuras en un patrón de tablero de ajedrez. El depósito exterior es una cueva dolomítica llena de brechas que ha sido destechada. Los depósitos internos tienen la mayor parte del techo intacto y se extienden por varios cientos de metros. La mayor parte del sitio no ha sido excavado. 

#### Antigüedad de los depósitos
Los depósitos externos se han fechado en alrededor de 1 millón de años según el tamaño de los puercoespines recuperados. Los depósitos internos se han fechado en más de 70 000 años usando técnicas radiométricas.